# Diospyros mexiae
Diospyros mexiae är en tvåhjärtbladig växtart som beskrevs av Paul Carpenter Standley. Diospyros mexiae ingår i släktet Diospyros och familjen Ebenaceae. Inga underarter finns listade i Catalogue of Life.